# Vulliens
Vulliens es una comuna suiza del cantón de Vaud, situada en el distrito de Broye-Vully. Limita al norte con las comunas de Moudon y Chavannes-sur-Moudon, al este con Montet (Glâne) (FR) y Ecublens (FR), al sureste con Ferlens, al suroeste con Carrouge, y al oeste con Vucherens y Syens.
La comuna hizo parte hasta el 31 de diciembre de 2007 del distrito de Oron, círculo de Mézières.